# Panameričke igre
Panameričke igre ili Pan Američke (također, kolokvijalno znane kao Pan Am Igre) je sportska manifestacija na američkim kontinentima, koja predstavlja kombinaciju ljetnih i zimskih sportova. Panameričke igre druga su najveća sportska manifestacija nakon Ljetnih Olimpijskih igara. Održavaju se svake četiri godine, godinu prije Olimpijskih igara. Prve Igre održane su 1951. godine, no ideja je već postojala 1926. kada je za vrijeme Srednjoameričkih i Karipskih igara osnovana Američka sportska organizacija. Prve Igre su se trebale održati u Buenos Airesu 1943., no odgođene su zbog Drugog svjetskog rata. Krajem 1980-ih došlo se na ideju organiziranja i Zimskih igara, no ova ideja još uvijek nije do kraja zaživjela i samo je jednom provedeno natjecanje u alpskom skijanju, 1990. godine.

## Natjecanja
| Godina | Igre   | Mjesto         | Država                 | Datum                         | Natjecatelja | Država sudionica | Disciplina |
| ------ | ------ | -------------- | ---------------------- | ----------------------------- | ------------ | ---------------- | ---------- |
| 1951.  | I.     | Buenos Aires   | Argentina              | 25. veljače - 9. ožujka       | 2513         | 21               | 18         |
| 1955.  | II.    | Mexico City    | Meksiko                | 12. ožujka - 26. ožujka       | 2583         | 22               | 17         |
| 1959.  | III.   | Chicago        | SAD                    | 27. kolovoza - 7. rujna       | 2263         | 25               | 18         |
| 1963.  | IV.    | São Paulo      | Brazil                 | 20. travnja - 5. svibnja      | 1665         | 22               | 19         |
| 1967.  | V.     | Winnipeg       | Kanada                 | 23. lipnja - 6. kolovoza      | 2361         | 29               | 18         |
| 1971.  | VI.    | Cali           | Kolumbija              | 30. lipnja - 13. kolovoza     | 2935         | 32               | 18         |
| 1975.  | VII.   | Mexico City    | Meksiko                | 12. listopada - 26. listopada | 3146         | 33               | 18         |
| 1979.  | VIII.  | San Juan       | Portoriko              | 1. srpnja - 15. srpnja        | 3700         | 34               | 22         |
| 1983.  | IX.    | Caracas        | Venezuela              | 14. kolovoza - 29. kolovoza   | 3426         | 36               | 23         |
| 1987.  | X.     | Indianapolis   | SAD                    | 8. kolovoza - 23. kolovoza    | 4453         | 38               | 27         |
| 1991.  | XI.    | Havana         | Kuba                   | 2. kolovoza - 18. kolovoza    | 4519         | 39               | 26         |
| 1995.  | XII.   | Mar del Plata  | Argentina              | 12. ožujka - 26. ožujka       | 5144         | 42               | 34         |
| 1999.  | XIII.  | Winnipeg       | Kanada                 | 23. srpnja - 8. kolovoza      | 5275         | 42               | 34         |
| 2003.  | XIV.   | Santo Domingo  | Dominikanska Republika | 1. kolovoza - 17. kolovoza    | 5196         | 42               | 35         |
| 2007.  | XV.    | Rio de Janeiro | Brazil                 | 13. lipnja - 29. lipnja       | 5633         | 42               | 41         |
| 2011.  | XVI.   | Guadalajara    | Meksiko                | 13. listopada - 30. listopada | 6003         | 42               |            |
| 2015.  | XVII.  | Toronto        | Kanada                 | 10. srpnja - 26. srpnja       | 6132         | 41               | 36         |
| 2019.  | XVIII. | Lima           | Peru                   | 26. srpnja - 11. kolovoza     | 6680         | 41               | 39         |
| 2023.  | XIX.   | Santiago       | Čile                   | 20. listopada - 5. studenog   |              |                  |            |

## Vanjske poveznice
- Posteri Pamaeričkih igara  Arhivirana inačica izvorne stranice od 16. prosinca 2012. (Wayback Machine)
- Guadalajara 2011.  Arhivirana inačica izvorne stranice od 8. veljače 2016. (Wayback Machine)
- Toronto 2015.  Arhivirana inačica izvorne stranice od 28. studenoga 2017. (Wayback Machine)
- Santiago 2023.  Arhivirana inačica izvorne stranice od 21. svibnja 2020. (Wayback Machine)